# Coupe de France féminine de volley-ball 2018-2019
Navigation
Coupe de France 2017-2018 Coupe de France 2019-2020
La Coupe de France féminine de volley-ball 2018-2019 est la 33e édition de la Coupe de France, compétition à élimination directe mettant aux prises des clubs de volley-ball professionnels affiliés à la Fédération française de volley, qui se dispute du 11 décembre 2018 au 3 mars 2019. 
Le vainqueur de l'épreuve se qualifie pour la Supercoupe de France 2019 ainsi que pour la Coupe de la CEV 2019-2020.

## Format de la compétition
La compétition se dispute sous la forme d'un tournoi à élimination directe, confrontant sur des matchs simples de 3 sets gagnants — set de 25 points, 2 points d’écart, tie-break en 15 points — 16 équipes dont l'ensemble de celles disputant la Ligue AF 2018-2019, à l'exception de France Avenir 2024, auxquelles s'ajoutent les 4 formations demi-finalistes de la Coupe de France amateur 2017-2018 : SES Calais, VC Marcq-en-Barœul, MO Mougins et Nîmes VB.
| Clubs participants | Clubs participants     |
| ------------------ | ---------------------- |
| ASPTT Mulhouse     | Nîmes VB (Nationale 2) |
| Béziers Volley     | Quimper Volley 29      |
| SES Calais (Élite) | RC Cannes T            |
| VBC Chamalières    | Saint-Raphaël Var      |
| Évreux VB (Élite)  | Saint-Cloud - Paris SF |
| VC Marcq-en-Barœul | Vandœuvre Nancy        |
| MO Mougins         | Pays d'Aix Venelles    |
| VB Nantes          | Volero Le Cannet       |

## Tirages au sort
Le règlement particulier des épreuves (RPE) de la Coupe de France féminine professionnelle stipule que :
- Les matchs sont constitués dans l’ordre du tirage au sort.
- L’équipe de la plus petite division reçoit la rencontre.
- Jusqu’aux demi-finales, les équipes provenant de la Coupe de France amateur 2017-2018 ne peuvent pas se rencontrer et doivent recevoir une équipe de LAF 2018-2019.
- Si les deux clubs sont de la même division, le premier tiré est désigné club « organisateur .»
- Concernant les huitièmes de finale, le tirage est effectué avec deux chapeaux Nord et Sud.
- Pour les quarts et demi-finales, il est effectué des tirages intégraux.

## Déroulement de la compétition

### Tableau
|  | Huitièmes de finale | Huitièmes de finale   |                     |                        | Quarts de finale       | Quarts de finale |   |  | Demi-finales          | Demi-finales          |  |  | Finale                | Finale                |
|  | Huitièmes de finale | Huitièmes de finale   |                     |                        | Quarts de finale       | Quarts de finale |   |  | Demi-finales          | Demi-finales          |  |  | Finale                | Finale                |
|  |                     |                       |                     |                        |                        |                  |   |  |                       |                       |  |  |                       |                       |
|  | 11 décembre 2018    | 11 décembre 2018      |                     |                        | 15 janvier 2019        | 15 janvier 2019  |   |  | 2 mars 2019, Mulhouse | 2 mars 2019, Mulhouse |  |  | 3 mars 2019, Mulhouse | 3 mars 2019, Mulhouse |
|  | 11 décembre 2018    | 11 décembre 2018      |                     |                        | 15 janvier 2019        | 15 janvier 2019  |   |  | 2 mars 2019, Mulhouse | 2 mars 2019, Mulhouse |  |  | 3 mars 2019, Mulhouse | 3 mars 2019, Mulhouse |
|  | Marcq-en-Barœul     | 3                     |                     |                        | 15 janvier 2019        | 15 janvier 2019  |   |  | 2 mars 2019, Mulhouse | 2 mars 2019, Mulhouse |  |  | 3 mars 2019, Mulhouse | 3 mars 2019, Mulhouse |
|  | Marcq-en-Barœul     | 3                     |                     |                        | 15 janvier 2019        | 15 janvier 2019  |   |  | 2 mars 2019, Mulhouse | 2 mars 2019, Mulhouse |  |  | 3 mars 2019, Mulhouse | 3 mars 2019, Mulhouse |
|  | Quimper Volley      | 2                     |                     |                        | 15 janvier 2019        | 15 janvier 2019  |   |  | 2 mars 2019, Mulhouse | 2 mars 2019, Mulhouse |  |  | 3 mars 2019, Mulhouse | 3 mars 2019, Mulhouse |
|  | Quimper Volley      | 2                     | Marcq-en-Barœul     | 2                      |                        |                  |   |  | 2 mars 2019, Mulhouse | 2 mars 2019, Mulhouse |  |  | 3 mars 2019, Mulhouse | 3 mars 2019, Mulhouse |
|  | 11 décembre 2018    |                       | Marcq-en-Barœul     | 2                      |                        |                  |   |  | 2 mars 2019, Mulhouse | 2 mars 2019, Mulhouse |  |  | 3 mars 2019, Mulhouse | 3 mars 2019, Mulhouse |
|  |                     | Saint-Cloud - Paris   | 3                   |                        |                        |                  |   |  | 2 mars 2019, Mulhouse | 2 mars 2019, Mulhouse |  |  | 3 mars 2019, Mulhouse | 3 mars 2019, Mulhouse |
|  | Vandœuvre Nancy     | Saint-Cloud - Paris   | 3                   | 0                      |                        |                  |   |  | 2 mars 2019, Mulhouse | 2 mars 2019, Mulhouse |  |  | 3 mars 2019, Mulhouse | 3 mars 2019, Mulhouse |
|  | Vandœuvre Nancy     | 15 janvier 2019       |                     | 0                      |                        |                  |   |  | 2 mars 2019, Mulhouse | 2 mars 2019, Mulhouse |  |  | 3 mars 2019, Mulhouse | 3 mars 2019, Mulhouse |
|  | Saint-Cloud - Paris | 3                     |                     |                        |                        |                  |   |  | 2 mars 2019, Mulhouse | 2 mars 2019, Mulhouse |  |  | 3 mars 2019, Mulhouse | 3 mars 2019, Mulhouse |
|  | Saint-Cloud - Paris | 3                     | Saint-Cloud - Paris | 1                      |                        |                  |   |  |                       |                       |  |  | 3 mars 2019, Mulhouse | 3 mars 2019, Mulhouse |
|  | 11 décembre 2018    |                       | Saint-Cloud - Paris | 1                      |                        |                  |   |  |                       |                       |  |  | 3 mars 2019, Mulhouse | 3 mars 2019, Mulhouse |
|  |                     | Saint-Raphaël         | 3                   |                        |                        |                  |   |  |                       |                       |  |  | 3 mars 2019, Mulhouse | 3 mars 2019, Mulhouse |
|  | Nîmes VB            | Saint-Raphaël         | 3                   | 1                      |                        |                  |   |  |                       |                       |  |  | 3 mars 2019, Mulhouse | 3 mars 2019, Mulhouse |
|  | Nîmes VB            | 2 mars 2019, Mulhouse |                     | 1                      |                        |                  |   |  |                       |                       |  |  | 3 mars 2019, Mulhouse | 3 mars 2019, Mulhouse |
|  | VBC Chamalières     | 3                     |                     |                        |                        |                  |   |  |                       |                       |  |  | 3 mars 2019, Mulhouse | 3 mars 2019, Mulhouse |
|  | VBC Chamalières     | 3                     | VBC Chamalières     | 0                      |                        |                  |   |  |                       |                       |  |  | 3 mars 2019, Mulhouse | 3 mars 2019, Mulhouse |
|  | 11 décembre 2018    |                       | VBC Chamalières     | 0                      |                        |                  |   |  |                       |                       |  |  | 3 mars 2019, Mulhouse | 3 mars 2019, Mulhouse |
|  |                     | Saint-Raphaël         | 3                   |                        |                        |                  |   |  |                       |                       |  |  | 3 mars 2019, Mulhouse | 3 mars 2019, Mulhouse |
|  | MO Mougins          | Saint-Raphaël         | 3                   | 1                      |                        |                  |   |  |                       |                       |  |  | 3 mars 2019, Mulhouse | 3 mars 2019, Mulhouse |
|  | MO Mougins          | 15 janvier 2019       |                     | 1                      |                        |                  |   |  |                       |                       |  |  | 3 mars 2019, Mulhouse | 3 mars 2019, Mulhouse |
|  | Saint-Raphaël       | 3                     |                     |                        |                        |                  |   |  |                       |                       |  |  | 3 mars 2019, Mulhouse | 3 mars 2019, Mulhouse |
|  | Saint-Raphaël       | 3                     | Saint-Raphaël       | 3                      |                        |                  |   |  |                       |                       |  |  |                       |                       |
|  | 11 décembre 2018    |                       | Saint-Raphaël       | 3                      |                        |                  |   |  |                       |                       |  |  |                       |                       |
|  |                     | VB Nantes             | 1                   |                        |                        |                  |   |  |                       |                       |  |  |                       |                       |
|  | Pays d'Aix Venelles | VB Nantes             | 1                   | 0                      |                        |                  |   |  |                       |                       |  |  |                       |                       |
|  | Pays d'Aix Venelles |                       |                     | 0                      |                        |                  |   |  |                       |                       |  |  |                       |                       |
|  | RC Cannes           | 3                     |                     |                        |                        |                  |   |  |                       |                       |  |  |                       |                       |
|  | RC Cannes           | 3                     | RC Cannes           | 2                      |                        |                  |   |  |                       |                       |  |  |                       |                       |
|  | 11 décembre 2018    |                       | RC Cannes           | 2                      |                        |                  |   |  |                       |                       |  |  |                       |                       |
|  |                     | ASPTT Mulhouse        | 3                   |                        |                        |                  |   |  |                       |                       |  |  |                       |                       |
|  | Évreux VB           | ASPTT Mulhouse        | 3                   | 0                      |                        |                  |   |  |                       |                       |  |  |                       |                       |
|  | Évreux VB           | 15 janvier 2019       |                     | 0                      |                        |                  |   |  |                       |                       |  |  |                       |                       |
|  | ASPTT Mulhouse      | 3                     |                     |                        |                        |                  |   |  |                       |                       |  |  |                       |                       |
|  | ASPTT Mulhouse      | 3                     | ASPTT Mulhouse      | 1                      |                        |                  |   |  |                       |                       |  |  |                       |                       |
|  | 11 décembre 2018    |                       | ASPTT Mulhouse      | 1                      |                        |                  |   |  |                       |                       |  |  |                       |                       |
|  |                     | VB Nantes             | 3                   |                        |                        |                  |   |  |                       |                       |  |  |                       |                       |
|  | SES Calais          | VB Nantes             | 3                   | 1                      |                        |                  |   |  |                       |                       |  |  |                       |                       |
|  | SES Calais          |                       |                     | 1                      |                        |                  |   |  |                       |                       |  |  |                       |                       |
|  | VB Nantes           | 3                     |                     | Match pour la 3e place | Match pour la 3e place |                  |   |  |                       |                       |  |  |                       |                       |
|  | VB Nantes           | 3                     | VB Nantes           | Match pour la 3e place | Match pour la 3e place | 3                |   |  |                       |                       |  |  |                       |                       |
|  | 12 décembre 2018    | 12 décembre 2018      | VB Nantes           | 3 mars 2019, Mulhouse  | 3 mars 2019, Mulhouse  | 3                |   |  |                       |                       |  |  |                       |                       |
|  | 12 décembre 2018    | 12 décembre 2018      |                     | 3 mars 2019, Mulhouse  | 3 mars 2019, Mulhouse  | Béziers Volley   | 2 |  |                       |                       |  |  |                       |                       |
|  | Volero Le Cannet    | 2                     | Saint-Cloud - Paris | 0                      |                        | Béziers Volley   | 2 |  |                       |                       |  |  |                       |                       |
|  | Volero Le Cannet    | 2                     | Saint-Cloud - Paris | 0                      |                        |                  |   |  |                       |                       |  |  |                       |                       |
|  | Béziers Volley      | 3                     |                     | ASPTT Mulhouse         | 3                      |                  |   |  |                       |                       |  |  |                       |                       |
|  | Béziers Volley      | 3                     |                     | ASPTT Mulhouse         | 3                      |                  |   |  |                       |                       |  |  |                       |                       |

* Les horaires des rencontres sont indiquées en heure locale.

### Finale à quatre
La Finale à quatre (en anglais : Final Four) est programmée les 2 et 3 mars 2019 au palais des sports de Mulhouse.

#### Finale
Dans une finale inédite entre équipes n'ayant jamais remporté la Coupe de France, Saint-Raphaël prend le meilleur sur Nantes en s'imposant sur le score de 3 sets à 1 (20-25, 25-22, 27-25, 25-10). 
| Vainqueur de la Coupe de France 2018-2019 Saint-Raphaël Var 1re victoire |

## Statistiques
La meilleure marqueuse de la compétition est Lucille Gicquel (Nantes) avec 50 points inscrits devant Hana Čutura (44 points, Nantes) et Alexandra Frantti (it) (37 points, Mulhouse).